# Helianthemum triregnorum
Helianthemum triregnorum är en solvändeväxtart som beskrevs av Gonzalo Mateo. Helianthemum triregnorum ingår i släktet solvändor, och familjen solvändeväxter. Inga underarter finns listade i Catalogue of Life.